# Sexy al neon bis
Sexy al neon bis è un film del 1963, diretto da Ettore Fecchi, seguito di Sexy al neon dell'anno precedente.